# Beate Ulbricht
Beate Ulbricht (* 6. Mai 1944 in Leipzig als Maria Pestunowa; † zwischen 27. November und 3. Dezember 1991 in Berlin) war durch Adoption die Tochter Walter Ulbrichts, des bis 1971 führenden Politikers der DDR.

## Leben
Beate Ulbricht kam unter dem Namen Maria Pestunowa als Tochter einer ukrainischen Zwangsarbeiterin und eines unbekannten Vaters in Leipzig zur Welt. Kurz darauf starb die Mutter bei einem Bombenangriff. Nach einem Aufenthalt zunächst in einem Waisenheim und später bei Pflegeeltern adoptierte Walter Ulbricht sie im Januar 1946. Hintergrund war der Kinderwunsch Walter Ulbrichts und seiner Lebensgefährtin Lotte Kühn. Diese hatte mehrere schwere Krankheiten durchlitten und konnte dadurch keine Kinder mehr bekommen.
Die Schulausbildung absolvierte Beate Ulbricht zunächst in Berlin, ab 1954 besuchte sie die Russisch-Spezialschule in der Kissingenstraße in Berlin-Pankow, wo sie von ihren Mitschülern geschnitten und auch verprügelt wurde. Mit 15 Jahren schickten ihre inzwischen verheirateten Adoptiveltern sie nach Leningrad, wo sie ihr Abitur ablegte. Anschließend studierte Beate Ulbricht am dortigen Herzen-Institut Geschichte und Russisch. Mitte 1962 begann sie eine Liebesbeziehung mit dem Sohn eines italienischen KP-Funktionärs. Trotz des Widerstandes ihrer Eltern heirateten beide im Oktober 1963 in Pankow und Beate brach daraufhin ihr Studium ab. Nach der Geburt einer Tochter im Februar 1965 entstand die Idee, zurück nach Leningrad zu gehen. Dadurch sollte den Anfeindungen durch die Eltern, welche die Verbindung weiter ablehnten, ausgewichen werden. Wenige Stunden nachdem ihr Ehemann sich auf den Weg gemacht hatte, um den Umzug vorzubereiten, wurde seiner Frau der Reisepass abgenommen. Dadurch gelang es Walter Ulbricht und seiner Frau, das Paar zwangsweise voneinander zu trennen. Dieser Zustand hielt zwei Jahre an und endete damit, dass Beate ihre Einwilligung zur Scheidung gab, woraufhin sie erst dann ihren Pass zurückerhielt. Kurz darauf flog sie nach Leningrad, konnte ihren Mann aber nicht mehr ausfindig machen. Stattdessen kam es zu einer Begegnung mit ihrem Schulfreund Juri Polkownikow, den sie im März 1968 heiratete. Im Januar 1969 kam ein Sohn zur Welt und es folgte die zwischenzeitliche Wiederaufnahme ihres Studiums und erneuter Studienabbruch. Sie ließ sich scheiden, nahm wieder den Namen ihres ersten Ehemannes (Matteoli) an und kehrte in die DDR zurück.
Dort lebte sie mit ihren zwei Kindern in schwierigen sozialen Verhältnissen, ohne Studienabschluss und finanzielle Absicherung, weil ihr Adoptivvater sie enterbt hatte. Sie hatte zahlreiche Männerbekanntschaften, begann zu trinken und wurde alkoholkrank. Das Begräbnis von Walter Ulbricht am 17. September 1973 war ihr letzter öffentlicher Auftritt. Ende der 1970er-Jahre entzogen ihr die Behörden wegen Alkoholexzessen das Sorgerecht für die beiden Kinder. Um diese kümmerte sich nun Lotte Ulbricht. Beate Matteoli verlor bis auf den vereinzelten Austausch von Briefen jeglichen Kontakt zur Familie Ulbricht. Sie wohnte in der Rummelsburger Straße im Bezirk Lichtenberg und lebte von Gelegenheitsarbeiten, ohne dass ihr Vorleben ihrem Umkreis bekannt war. Im wiedervereinigten Berlin bezog sie Sozialhilfe.
Im Spätherbst 1991 gab sie der Boulevardzeitung Super! ihr einziges ausführliches Interview. Wenig später, in der Nacht vom 3. zum 4. Dezember 1991 fanden Polizisten ihren Leichnam „im Zustand fortgeschrittener Fäulnis“ in ihrer Wohnung, die laut Polizeibericht „völlig verdreckt und verwahrlost“ war. Zuletzt war sie am 27. November lebend gesehen worden. In der Nacht vom 29. zum 30. November hatten Nachbarn laute Geräusche eines „Saufgelages“ aus ihrer Wohnung gehört, aber nicht, wie sonst „immer wieder“, die Polizei angefordert. Als Todesursache wurde rechtsmedizinisch eine „Blutung im Schädelinnern“ infolge „stumpfer Gewalteinwirkung“ festgestellt. Der Todeszeitpunkt konnte nicht bestimmt werden, weil eine derartige Blutung auch länger zurückliegen konnte. Gegen eine Misshandlung und für einen oder mehrere Stürze als Ursache sprach, dass die Leiche keinerlei Abwehrverletzungen aufwies. Die Staatsanwaltschaft stellte daher ihr Todesermittlungsverfahren ein. Beigesetzt wurde Beate Ulbricht unter Pressebeteiligung anonym auf dem Friedhof Baumschulenweg. Lotte Ulbricht war nicht anwesend, jedoch „zwei Herren, die leicht angetrunken waren“ und den Reportern Interviews gaben.

## Einzelnachweis
1. ↑  Volkmar Schneider: Brisante Fälle auf dem Seziertisch. Militzke Verlag, Leipzig 2005, ISBN 3-86189-744-X, S. 142–148; Zitate Todesursache S. 143 f., Begräbnis S. 147 f.

| Personendaten    | Personendaten                                                               |
| ---------------- | --------------------------------------------------------------------------- |
| NAME             | Ulbricht, Beate                                                             |
| ALTERNATIVNAMEN  | Pestunowa, Maria (Geburtsname); Matteoli, Beate                             |
| KURZBESCHREIBUNG | deutsche Adoptivtochter des Staatsratsvorsitzender der DDR, Walter Ulbricht |
| GEBURTSDATUM     | 6. Mai 1944                                                                 |
| GEBURTSORT       | Leipzig                                                                     |
| STERBEDATUM      | zwischen 27. November 1991 und 3. Dezember 1991                             |
| STERBEORT        | Berlin                                                                      |